# Sancho I van Portugal
Sancho I, bijgenaamd "de Bevolker" (Portuguees: "o Povoador"), koning van Portugal (Coimbra, 11 november 1154 – 26 maart 1211) was de op een na oudste, maar enige overgebleven wettige zoon en vijfde kind van Alfons I van Portugal en Mathilde van Savoye. Sancho volgde zijn vader op en werd op 9 december 1185 op 31-jarige leeftijd gekroond te Coimbra. Hij voerde de titel van koning van Silves vanaf 1189 totdat hij het gebied in 1191 verloor aan de Almohaden.

## Jeugd en leven voor het koningschap
Sancho werd gedoopt onder de naam Martijn (Martinho) daar hij was geboren op de feestdag van Sint-Martinus van Tours. Op 15 augustus 1170 werd hij geridderd door zijn vader, koning Alfons I, en van dan af aan werd hij tweede in bevel, zowel op administratief als militair vlak. In deze tijd was de onafhankelijkheid van Portugal (uitgeroepen in 1139) nog niet stevig gevestigd. De koningen van León en Castilië trachtten het land te herannexeren en de Rooms-Katholieke Kerk was laat met het geven van haar zegen en goedkeuring. Omwille van deze situatie moest Alfons I op zoek gaan naar bondgenoten op het Iberisch Schiereiland. Portugal sloot daarom een bondgenootschap met de kroon van Aragón en tezamen bevochten ze Castilië en León. Om de naleving van de overeenkomst te verzekeren, trouwde Sancho met Dulce van Barcelona, de jongere zus van koning Alfons II van Aragón, in 1174. Aragon was aldus het eerste Iberische koningrijk om de onafhankelijkheid van Portugal te erkennen.

## Opvolging en koningschap
Toen Alfons I in 1185 stierf, werd Sancho I de tweede koning van Portugal. Coimbra was het centrum van zijn koninkrijk; Sancho maakte een einde aan de uitputtende en meestal zinloze oorlogen tegen zijn buren om de controle over de Galicische grenslanden. In plaats daarvan richtte hij al zijn aandacht op het zuiden, naar de Moorse koninkrijkjes (taifas genoemd) die nog steeds gedijden. Met de hulp van kruisvaarders nam hij Silves in 1188 in. Silves was een belangrijke stad van het zuiden, een administratieve handelsstad met een bevolking die wordt geschat op een 20.000 mensen. Sancho beval de fortificatie van de stad en bouwde een kasteel dat vandaag een belangrijk monument van het Portugese onroerend erfgoed is. Maar weldra moest hij zijn militaire aandacht weer richten op het noorden, waar León en Castilië opnieuw de Portugese grenzen bedreigden. Silves ging opnieuw verloren aan de Moren in 1191.

## Nalatenschap

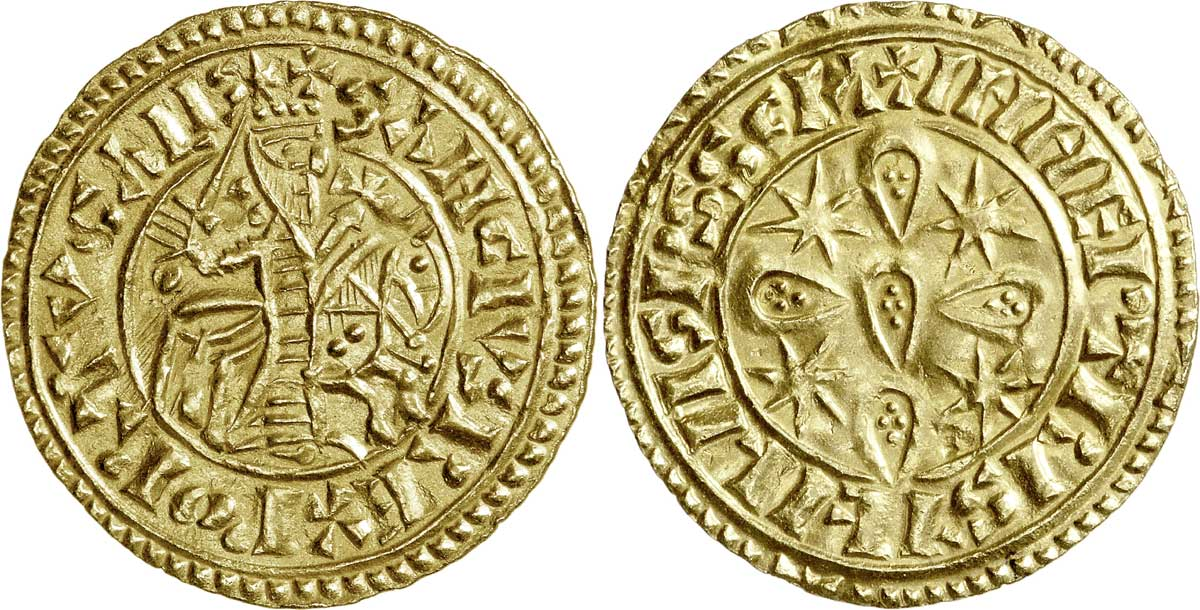
Gouden maravedí van Sancho I.

Sancho I wijdde een groot deel van zijn regering aan de politieke en administratieve organisatie van het nieuwe koninkrijk. Hij begon met het vullen van een nationale schatkist, ondersteunde nieuwe industrieën en de middenklasse van handelaars. Bovendien stichtte hij verscheidene nieuwe steden en dorpen (zoals Guarda in 1199) en besteedde de nodigen aandacht aan het bevolken van afgelegen gebieden in de noordelijke christelijke regio's van Portugal – vandaar zijn bijnaam "de Bevolker". De koning stond ook bekend voor zijn liefde voor kennis en literatuur. Sancho I schreef verscheidene gedichtbundels en gebruikte de koninklijke schatkist om Portugese studenten naar Europese universiteiten te sturen. Hij zou op 56-jarige leeftijd in Coimbra komen te overlijden.

## Huwelijk en nakomelingen
Sancho huwde met Dulce van Barcelona, dochter van Raymond Berenguer IV, graaf van Barcelona, en koningin Petronella van Aragón. Elf kinderen kwam voort uit hun huwelijk, waarvan er negen de volwassen leeftijd zouden bereiken:

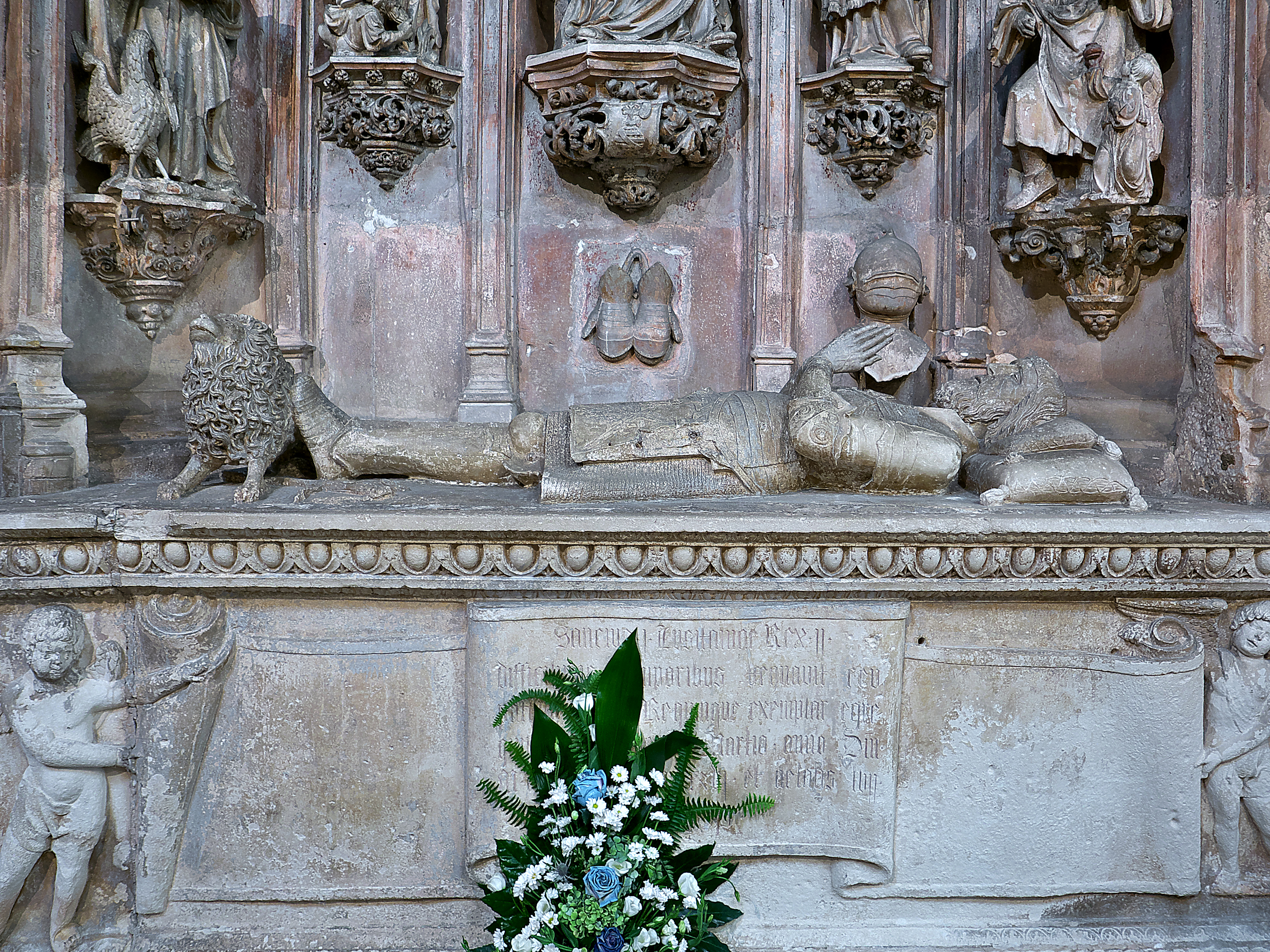
Grafkelder van Sancho I in het klooster van Santa Cruz (Coimbra).

- Theresa (geboren in 1175/1176),[12] zij werd de vrouw van koning Alfons IX van León en was zalig verklaard in 1705;
- Sancha (1180 – 1229),[13] stichtte het klooster van Celas in de buurt van Coimbra waar ze tot haar dood zou verblijven. Haar zus Theresa regelde haar begrafenis in het klooster van Lorvão. zij werd zalig verklaard door paus Clemens XI in 1705, hetzelfde jaar als Theresa;[14]
- Constanza (geboren in 1182), die "must have died before 1186 since her name is not registered in any of the documents of the chancellery of Sancho I which begins in that year";[15]
- Alfons (23 april 1186[16] – 1223), volgde zijn vader op als derde koning van Portugal;
- Peter, (geboren 1187[16] – 1258) echtgenoot van Aurembiaix, gravin van Urgell;
- Ferrand (1188[16] – 1233), graaf door zijn huwelijk met Johanna van Constantinopel, gravin van Vlaanderen;
- Hendrik, stierf als kind;[16]
- Raymond, stierf ook als kind;[16]
- Mafalda (1195/1196[16] – 1256), de vrouw van Hendrik I of Castilië, werd zalig verklaard in 1793;
- Branca (1198 – ca. 1240), waarschijnlijk de tweelingzus van Berengaria,[16] ze werd opgevoed aan het hof met haar vader en zijn minnares "a Ribeirinha" en werd, toen ze acht of tien jaar oud was, samen met haar zussen naar het klooster van Lorvão gestuurd. Ze was een non in een convent in Guadalajara en werd in hetzelfde klooster als haar moeder begraven;[17]
- Berengaria (1198 – 1221),[16] getrouwd met Waldemar II van Denemarken in 1214.[18]

### Buiten het huwelijk geboren kinderen
Met Maria Aires de Fornelos, dochter van Aires Nunes de Fornelos en Maior Pais, die werd begraven in het klooster van Santo Tirso overeenkomstig haar testament, had Sancho twee kinderen, beiden geboren voor zijn huwelijk met Dulce van Aragón:
- Martim Sanches (geboren voor 1175)[20] graaf van Trastámara. Martim huwde Elo Pérez de Castro, maar dit huwelijk bracht geen nakomelingen voort;[21]
- Urraca Sanches[15] (geboren voor 1175),[22] Teresa trouwde met Lourenço Soares, zoon van Soeiro Viegas en Sancha Bermúdez de Traba.

Na de dood van Dulce had hij een affaire met María Pais de Ribeira "a Ribeiriña" voor en aan wie hij een cantiga de amigo, A Ribeirinha, schreef en opdroeg, gecomponeerd in 1199, de oudst gekende tekst in Portugese poëzie. Minstens zes kinderen zijn voorgekomen uit deze relatie:
- Rodrigo Sanches (gestorven in 1245), had een bastaardzoon met Constança Afonso de Cambra genaamd Afonso Rodrigues, een Franciscaans broeder en de "Bewaarder van het Convent van Lissabon";[25]
- Gil Sanches (gestorven op 14 september 1236), een geestelijke en troubadour, aan wie zijn vader 8.000 morabetinos naliet in zijn testament. Gil stond fueros toe aan de kolonisten van Sardezas in 1213;[26]
- Nuno Sanches, hij stierf als kind op een 16 december in een onbekende jaar. Hij zou ook een zoon van Maria Aires de Fornelos kunnen zijn geweest;[27]
- Maior Sanches, stierf ook op jonge leeftijd op een 27 augustus van een onbekend jaar;[28]
- Teresa Sanches, haar vader liet haar 7.000 morabetinos na in zijn testament. Ze was de tweede echtgenote van Alfonso Téllez de Meneses met wie ze trouwde voor 1220 en met wie ze nakomelingen had;[21]
- Constança Sanches (1204-8 August 1269). Haar vader liet haar 7.000 morabetinos na in zijn testament. Zij was de meter van haar achternicht, Infanta Sancha en liet haar de helft van Vila do Conde, Avelaneda, Pousadela, Parada en Maçãs na. Ze bezat ook landgoederen in Torres Vedras.[29]

Koning Sancho had ook één zoon bij Maria Moniz de Ribeira, dochter van Munio Osorio, tenente van de comarca van Cabreira en Ribera, en Maria Nunes van Grijó:
- Pedro Moniz, die trouwde met een vrouw wier naam niet is bewaard gebleven, en vader was van Maria Peres de Cabreira, de vrouw van Martim Peres Machado, de eerste persoon die de achternaam Machado gebruikte.[31]

## Voorouders
| Voorouders van Alfons II van Portugal (1185-1223) | Voorouders van Alfons II van Portugal (1185-1223)                   | Voorouders van Alfons II van Portugal (1185-1223)                   | Voorouders van Alfons II van Portugal (1185-1223)                     | Voorouders van Alfons II van Portugal (1185-1223)                   |
| ------------------------------------------------- | ------------------------------------------------------------------- | ------------------------------------------------------------------- | --------------------------------------------------------------------- | ------------------------------------------------------------------- |
| Overgrootouders                                   | Hendrik van Bourgondië (1035-1066) ∞ Sybilla? (-)                   | Alfons VI van León (1040-1109) ∞ Jimena Muñoz (-)                   | Humbert II van Savoye (1072-1103) ∞ Gisela van Bourgondië (1075-1133) | Guigues III van Albon (-) ∞ Mathilde (-)                            |
| Grootouders                                       | Hendrik van Bourgondië (1066-1112) ∞ Theresia van León (1070-1132)  | Hendrik van Bourgondië (1066-1112) ∞ Theresia van León (1070-1132)  | Amadeus III van Savoye (1094-1148) ∞ Mathilde van Albon (-)           | Amadeus III van Savoye (1094-1148) ∞ Mathilde van Albon (-)         |
| Ouders                                            | Alfons I van Portugal (1110-1185) ∞ Mathilde van Savoye (1121-1158) | Alfons I van Portugal (1110-1185) ∞ Mathilde van Savoye (1121-1158) | Alfons I van Portugal (1110-1185) ∞ Mathilde van Savoye (1121-1158)   | Alfons I van Portugal (1110-1185) ∞ Mathilde van Savoye (1121-1158) |